# 建昌道街道
建昌道街道，是中华人民共和国天津市河北区下辖的一个乡镇级行政单位。

## 行政区划
建昌道街道下辖以下地区：
诗景雅苑社区、盛祥家园社区、建北里社区、建昌里社区、工程里社区、建湖里社区、诗景凤苑社区、福桥里社区、康桥里社区、香湾凤苑社区、乐桥里社区、三和社区、梅宏园社区、富水一方社区、春和景明社区、诗景颂苑社区和兴河园社区。